# Harald Ulrik Sverdrup (homme politique)
Pour les articles homonymes, voir Sverdrup.
Harald Ulrik Sverdrup (1813 – 1891) est un pasteur luthérien et homme politique norvégien du XIXe siècle. Il est maire de la ville de Balestrand et membre indépendant du parlement norvégien. Son frère, Johan Sverdrup, a fondé le parti Libéral de Norvège et est Premier ministre du pays en 1884.

## Biographie
Harald Ulrik Sverdrup est né dans le manoir de Jarlsberg dans le comté de Vestfold le 18 février 1813. Il fait des études de théologie et obtient son diplôme en 1837 et travaille comme officier technique supérieur (amanuensis) à la bibliothèque de l'université d'Oslo de 1837 à 1845.
En 1845, il devient chapelain à Leikanger. En 1849, quand le district de Balestrand est séparé de Leikanger pour devenir une paroisse à part entière, Sverdrup devient son vicaire (sogneprest). Il publie plusieurs œuvres, basées surtout sur l'explication de Erik Pontoppidan du petit catéchisme de Luther. Il prend sa retraite du pastorat en 1883.
Comme son frère Johan, Harald Ulrik s'implique aussi en politique. Quand Balestrand devient une municipalité (1849), il est élu son premier maire et le reste jusqu'en 1879. Il est également l'un des fondateurs de la caisse d'épargne locale en 1847 et de la compagnie de transport maritime Nordre Bergenhus Amts Dampskibe avec Jan Henrik Nitter Hansen et Michael Aubert en 1858.
En 1851, Sverdrup se présente et est élu au Storting, le parlement norvégien, pour le siège de Nordre Bergenhus Amt. Il est réélu en 1854, 1857, 1859, 1862, 1865 et 1868. Il perd son siège en 1870, à la suite d'un désaccord avec Søren Jaabæk, mais le reprend en 1874,. Il est ministre durant certains de ses mandats. En 1879, il passe le flambeau à son fils Jakob Sverdrup qui se fait élire.

## Famille
La fille de Harald Ulrik Sverdrup se marie à un pasteur luthérien et défenseur de la langue Nynorsk, Eirik Olson Bruhjell, qui est un des élèves de Sverdrup. Son fils Edvard Sverdrup est un théologien et son petit-fils, Harald Ulrik Sverdrup un océanographe et météorologue très connu.

### Source
- (en) Cet article est partiellement ou en totalité issu de l’article de Wikipédia en anglais intitulé « Harald Ulrik Sverdrup (politician) » (voir la liste des auteurs).